# هال راسيل
هال راسيل (بالإنجليزية: Hal Russell)‏ هو عازف جاز أمريكي، ولد في 28 أغسطس 1926 في ديترويت في الولايات المتحدة، وتوفي في 5 سبتمبر 1992 في شيكاغو في الولايات المتحدة.

## وصلات خارجية
- هال راسيل على موقع ميوزك برينز (الإنجليزية)
- هال راسيل على موقع ديسكوغز (الإنجليزية)